# Ся Тяньсян
Ся Тяньсян (кит. упр. 夏田翔, пиньинь Xià Tiánxiáng; 11 сентября 1993, Китай) — китайский профессиональный хоккеист. Нападающий клуба ВХЛ «ОРДЖИ» и сборной Китая по хоккею с шайбой.

## Биография
Воспитанник хоккейного клуба «Цицикар» из одноимённого города. В сезоне 2009/10 дебютировал в китайской хоккейной лиге, стал чемпионом страны. Сыграл за юниорскую национальную команду Китая на чемпионате мира по хоккею с шайбой среди юношей 2010 года, в третьем дивизионе. В 2010 году перешёл в команду «Харбин», уже в новом клубе завоевал второй титул чемпиона Китая. Во втором дивизионе чемпионата мира по хоккею с шайбой среди юниоров 2011 года был капитаном сборной. Сезон 2011/12 провёл в «Харбине», также в 2012 году выступал на молодёжном чемпионате мира.
В 2012 году подписал контракт с командой Азиатской хоккейной лиги «Чайна Дрэгон». В азиатской лиге сыграл 40 матчей, забросил 2 шайбы и отдал 2 голевые передачи. Был капитаном команды на молодёжном чемпионате мира 2013 года, также дебютировал за основную сборную страны во втором дивизионе чемпионата мира, сыграл 1 матч.
В сезоне 2013/14 в Азиатской хоккейной лиге провёл 40 встреч, отметился 6 шайбами и 6 голевыми пасами. На чемпионате мира 2014 года сыграл 5 матчей, отметился двумя шайбами и столькими же голевыми передачами. В сезоне 2014/15 вернулся в «Харбин», где отыграл два сезона. Выступал за сборную на чемпионатах мира 2015 и 2016 года во втором дивизионе. В 2015 году на первенстве планеты провёл 5 матчей, забил 5 голов и отдал 2 голевые передачи. В 2016 году в 5 матчах один раз забросил шайбу в ворота соперника, голевыми передачами не отметился.
В 2016 году подписал контракт с клубом КХЛ «Куньлунь Ред Стар». 1 сентября 2016 года дебютировал в Континентальной хоккейной лиге в матче против хабаровского «Амура». Всего в лиге сыграл 15 матчей, очков за результативность не набрал. Во втором дивизионе чемпионата мира 2017 года сыграл 5 матчей, забросил 4 шайбы и отметился 2 голевыми передачами. Участвовал в зимних Азиатских играх в Саппоро.
В сезоне 2017/18 провёл 3 матча в Высшей хоккейной лиге за команду «Куньлунь Ред Стар Хэйлунцзян», в сезоне 2019/20 — 6 матчей за ОРДЖИ.